# Yolosta
Yolosta är en ort i Mexiko.   Den ligger i kommunen Atemajac de Brizuela och delstaten Jalisco, i den centrala delen av landet, 500 km väster om huvudstaden Mexico City. Yolosta ligger 2 376 meter över havet och antalet invånare är 148.
Terrängen runt Yolosta är lite bergig. Runt Yolosta är det glesbefolkat, med 17 invånare per kvadratkilometer. Närmaste större samhälle är Atemajac de Brizuela, 5,8 km sydväst om Yolosta. I omgivningarna runt Yolosta växer huvudsakligen savannskog.